# Anne Wafula Strike
Anne Wafula Strike MBE (Mihuu, Bungoma, Kènia, 8 de maig de 1969) és una corredora en cadira de rodes paralímpica de nacionalitat britànica amb seu a Harlow.
Va contreure poliomielitis als dos anys, el que va resultar en un posterior diagnòstic del Royal National Orthopaedic Hospital de paràlisi per sota de la vèrtebra T7. Quan va arribar al Regne Unit l'abril de 2000, va ser introduïda a les curses en cadira de rodes; el 2002 i el 2004 es va convertir en la primera corredora en cadira de rodes de Kenya a representar el seu país, competint a la final de 400m T53 als Jocs Paralímpics d'Atenes. Després d'una sol·licitud exitosa de ciutadania britànica el 2006, es va convertir en membre de l'equip olímpic britànic i, després de la reclassificació, ara competeix a la categoria de curses T54 com a atleta britànica.
Guanyadora anterior del concurs "My Story" de la BBC, la seva autobiografia In my Dreams I Dance va ser publicada per HarperCollins el 2010.
El 2013, Wafula Strike va aparèixer a l'èxit de Paul Stenning - By Those Who've Made It, al costat de moltes celebritats i persones notables. La seva va ser l'última biografia personal que apareix al llibre, que Stenning va explicar perquè la seva història era l'exemple més poderós i el més gran d'èxit.
Va ser nomenada membre de l'Ordre de l'Imperi Britànic (MBE) en els honors d'aniversari de 2014 pels serveis a l'esport i la caritat per a persones amb discapacitat.
El 2020, Wafula va ser nomenada enviada especial a la Commonwealth per la seva secretària general, Patricia Scotland.